# Phyllobius virideaeris
Філóбіус зелéний (Phyllóbius virideaéris (Laicharting) — жук з родини довгоносиків.

## Зовнішній вигляд
Основні ознаки:
- жук має 3,5–5 мм завдовжки;
- тіло вкрите яскраво-зеленими округлими лусочками з металевим полиском.
- щетинки у проміжках надкрил дуже короткі, ледь помітні;
- джгутик вусиків товстий, його 4-7-й членики не довші від своєї ширини;
- ноги товсті, жовтуваті, стегна часто біля середини чорнуваті.

Лусочки мають зовні та всередині певну мікро- і наноструктури, із якими взаємодіє світло. Колір та блиск лусочок виникає внаслідок падіння і відбиття світла на них.

## Таксономія
Всередині виду виділено три підвиди: Ph. virideaeris cineripennis Gyllenhal, 1834, Ph. virideaeris pedestris Schilsky, 1911 та Ph. virideaeris virideaeris Laicharting, 1781. Для останнього встановлено 15 назв, синонімічних вказаній

## Поширення
Вид поширений майже по всій Палеарктиці від Іспанії та Алжиру на заході до Східного Сибіру й Китаю — на сході; на півночі — до Великої Британії та Норвегії
В Україні реєструвався в Львівській, Вінницькій, Волинській, Закарпатській, Київській, Миколаївській, Рівненській, Тернопільській, Херсонській, Хмельницькій, та Черновицькій областях.

## Спосіб життя
Мешканець мішаних лісів, розріджених чагарникових та лучних біотопів, трапляється також серед рудеральної рослинності в балках, гірських районах. Імаго активні з квітня до червня включно. Жуки активні вдень. Вони є поліфагами на деревах, кущах та травах — деревії, полину, ймовірно — інших айстрових, на щавлі.
В Україні жуків реєстрували на березі бородавчастій, вербі та тополі
. Личинка жука мешкають у ґрунті і живиться корінням.

## Значення у природі та житті людини

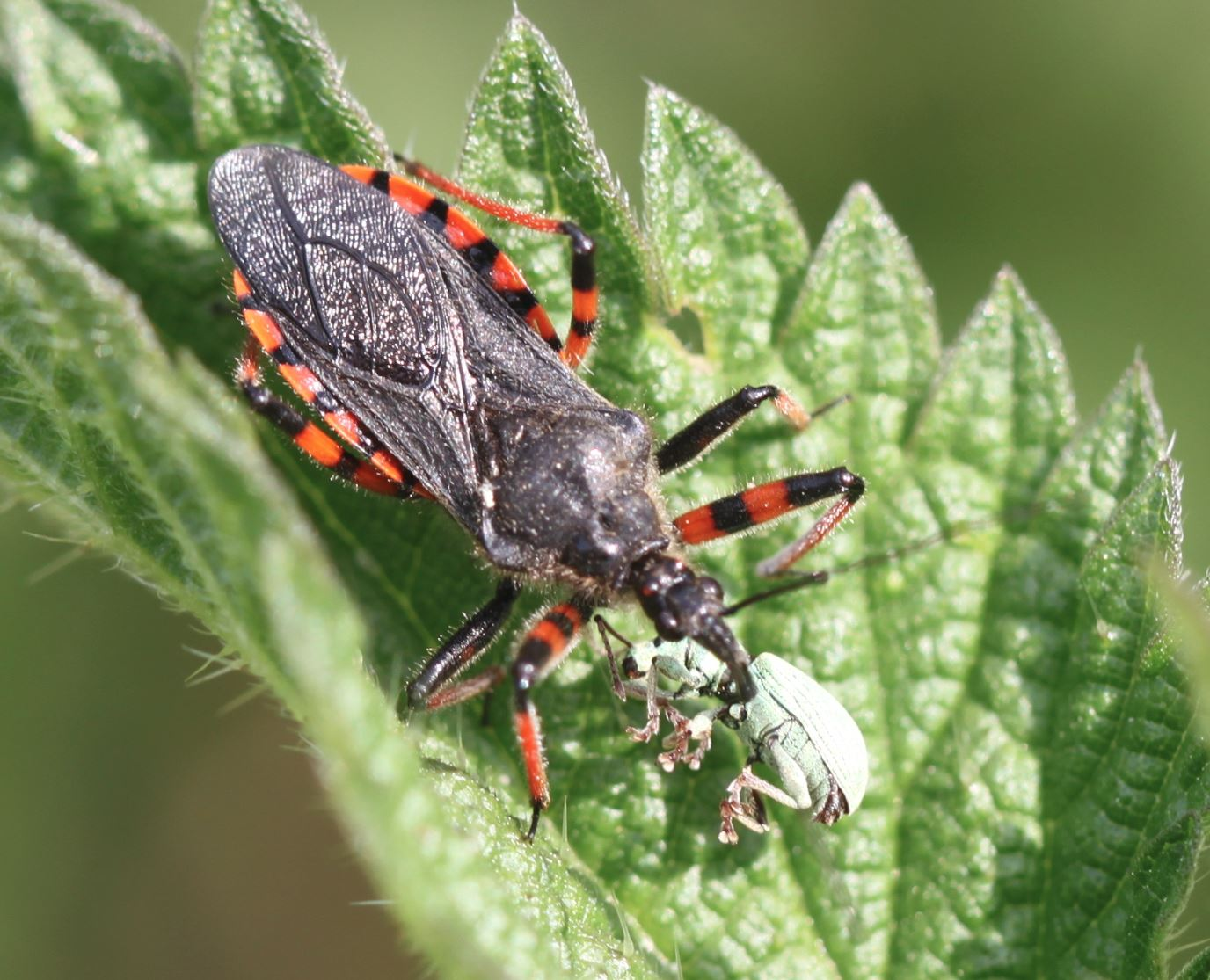
Хижий клоп Rhynocoris annulatus уполював зеленого філобіуса

Подібно до інших біологічних видів, довгоносик чорний є невід'ємною ланкою природних екосистем — споживаючи рослинні тканини і стаючи здобиччю тварин — хижаків та паразитів. Шкодочинність виду на культивованих рослинах не помічена.